# Pruppach (Pyrbaum)

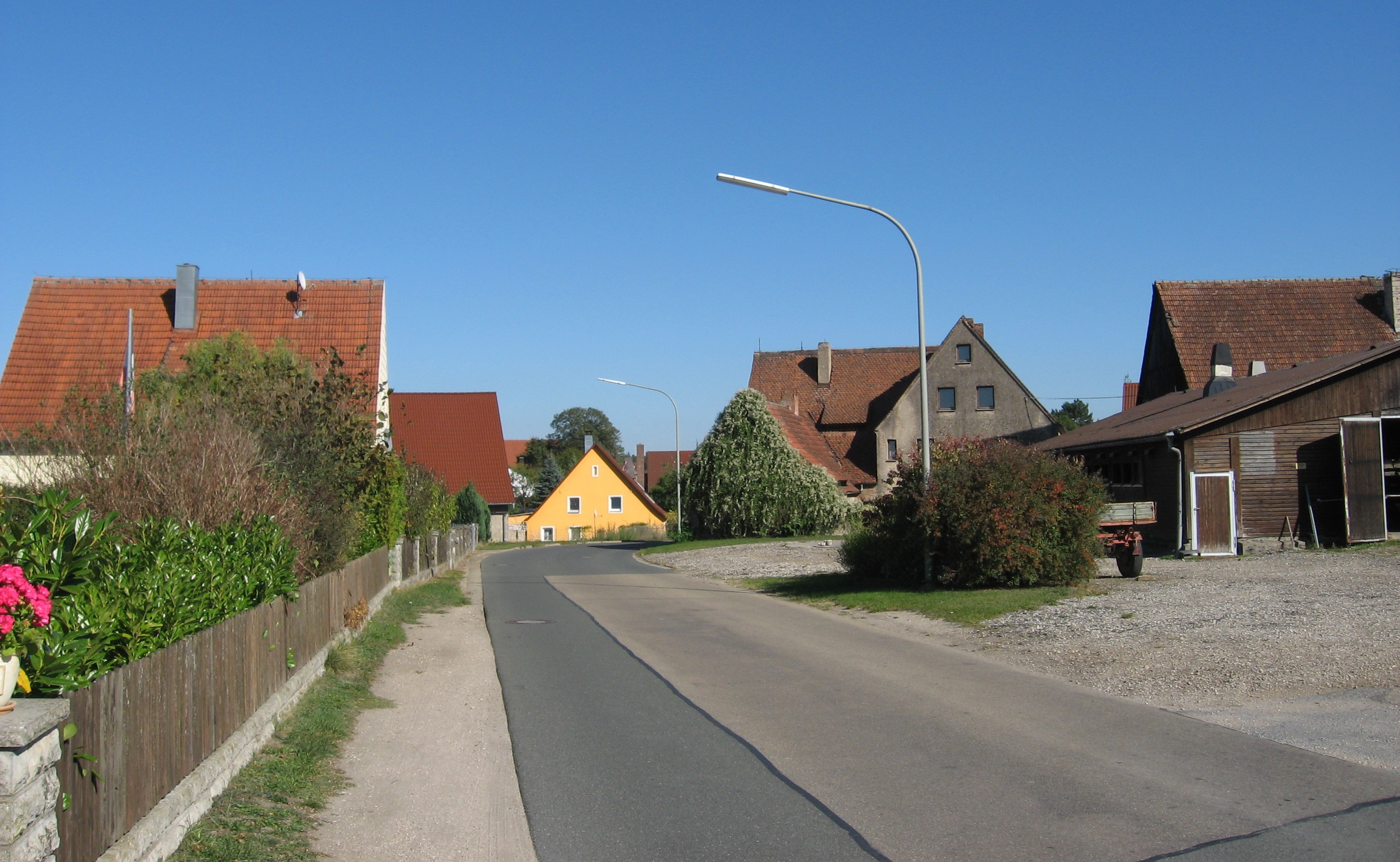
Pruppach im Westen

Pruppach ist ein Gemeindeteil des Marktes Pyrbaum im Landkreis Neumarkt in der Oberpfalz in Bayern.
Das Dorf liegt auf einer Waldlichtung, etwa 4 km südwestlich von Pyrbaum. Südöstlich schließt sich auf einem Hügel ein Burgstall an. 800 m nördlich fließt der Finsterbach am Rand des Pruppacher Waldes entlang. Die nach Pyrbaum führende Kreisstraße NM 6 durchquert den Ort.

## Geschichte

### Ein nicht vollendeter Burgenbau?
Um 1260 erhielten die Sulzbürger Dienstmannen, die Gebrüder Konrad und Wirnt, vom Neffen des Klostergründers zu Seligenporten den Auftrag zu einem Burgenbau und nannten sich seit 1261 nach dem Dorf Bruckebach zu ihren Füßen. Ihre Aufgabe war vermutlich in den kriegerischen Zeiten die Sicherung der Straße von Neumarkt nach Roth (NM 6), unweit der Kreuzung mit der alten Salzstraße von
Hilpoltstein über Allersberg nach Nürnberg (ST 2225). Allerdings brechen die Nachrichten über ihren Adelssitz Pruppach nach einer Serie von 5 Urkunden bis 1268 unvermittelt ab und im folgenden Jahr werden sie ohne Wohnort bei ihrem Herrn auf der Sulzbürg genannt. Auch macht der beachtenswerte Burgstall von etwa 50 × 70 m Größe einen unfertigen Eindruck und es gibt nirgendwo Steinreste.
Konrad von Pruppach verschwindet von da an aus den Schriftquellen der Region und ist im Alter und offensichtlich kinderlos als Laienbruder ins Kloster Seligenporten eingetreten.
Sein jüngerer Bruder Wirnt dagegen verwaltete spätestens seit 1274 die Sulzbürger Güter in Allersberg und Umgebung, wo seine Herren im Bereich der Allerheiligenkirche in der Bachniederung der Roth eine erste, heute völlig verschwundene Burganlage anlegen ließen. Dort begründete Wirnt eine Niederadelsfamilie, in der seine Nachkommen seinen Vornamen (Wirnt) nun als Familiennamen führten.
Trotz beschränkter Besitzverhältnisse konnten sie in der westlichen Oberpfalz über 9 Generationen bis 1520 überleben und die Geschichte von Allersberg, Möning und Batzhausen zeitweise mitprägen.
Das heißt, ganz offensichtlich wurde die Burg Pruppach schon nach wenigen Jahren Nutzung (1261–1268) wieder aufgegeben. Deshalb war das Gebiet bereits 1286 so militärisch bedeutungslos geworden, dass die Gebrüder von Sulzbürg den Wald nebenan an das Kloster Seligenporten schenkten. Und bei der Wolfsteiner Erbteilung 1354 wird nur noch von einem Gehölz, das heißt das Purchstal bei Pruppach und dem Dorf und den Weihern gesprochen, die zur Linie Pyrbaum kamen.

### Pruppach in der Herrschaft und Grafschaft Wolfstein (1260–1740)
Von 1260 an gehörte das Dorf Pruppach zur Herrschaft Sulzbürg-Wolfstein und seit 1354 zur Herrschaft Pyrbaum. die 1673 zur Reichsgrafschaft erhoben wurde. Die Wolfsteinischen Besitzverzeichnisse vermelden für 1654 insgesamt 22 Haushalte und für das Jahr 1725 einen mehr, nämlich 23. Allerdings bildete die Grenzlage von Pruppach lange Zeit auch Ursache für Streitigkeiten mit Bayern, die erst 1728 endgültig beigelegt wurden. Ansonsten geben die Kirchenbücher von Pyrbaum seit 1608/10 deutlich mehr Auskunft vom Leben, Heiraten und Sterben in dem kleinen, seit der Reformation evangelischen Dorf.

### Pruppach in Bayern (seit 1740)
Mit dem Tod des letzten Wolfsteiner Grafen Christian Albrecht 1740 fiel die Herrschaft Pyrbaum mit dem Dorf Pruppach an das Kurfürstentum Bayern.
Am Ende des Alten Reiches umfasste Pruppach 21 Höfe unterschiedlicher Größe, die mit allen Rechten zur Kabinettsherrschaft Pyrbaum gehörten.
Mit der Neueinteilung der Gemeinden in Bayern ab 1815 gehörte Pruppach zur Ruralgemeinde Oberhembach, die sich am 1. Oktober 1970 mit einigen anderen zur Gemeinde Pyrbaum zusammenschloss.
Bis in die 1980er Jahre wurde die Köhlerei betrieben. Von den ehemals 16 landwirtschaftlichen Anwesen waren im Jahr 2002 noch drei in Betrieb. Viele Einwohner pendeln in das 20 km entfernte Nürnberg.